# Maria Knotenlöserin
Maria Knotenlöserin (auch Maria vom Knoten oder Knotenmadonna) ist ein Gnadenbild in der katholischen Wallfahrtskirche St. Peter am Perlach in Augsburg.

## Gnadenbild
Das Konzept der Knotenlöserin wird zurückgeführt auf eine Ausführung des Kirchenvaters Irenäus in seiner Schrift Adversus haereses: „Und so geschah es, dass der Knoten von Evas Ungehorsam gelöst wurde durch den Gehorsam Marias. Was die Jungfrau Eva durch Unglauben gebunden, das hat die Jungfrau Maria durch Glauben gelöst.“
Das barocke Gnadenbild wurde im Jahr 1700 von dem Augsburger Patrizier Hieronymus Ambrosius Langenmantel (1641–1718), Kanonikus am Stift St. Peter zu Augsburg, für den Altar der „Mutter vom Guten Rat“ gestiftet und stammt von dem Augsburger Künstler Johann Georg Melchior Schmidtner. Es zeigt die auf einer Mondsichel stehende Madonna, wie sie Knoten in einem langen weißen Band löst und zugleich mit dem Fuß auf den Kopf einer Schlange als Symbol für den Teufel und den Sündenfall tritt und diesen dadurch rückgängig macht. Die verknotete Form der Schlange spiegelt den Knoten, den Maria in ihren Händen hält. Die Mondsichelmadonna ist von zwölf kleinen und zwei großen Engeln und einem Sternenkranz mit sieben sichtbaren Sechssternen umgeben. Über ihrem Haupt schwebt der Heilige Geist in Gestalt einer Taube – eine Anspielung auf Maria als Braut des Heiligen Geistes.  Die Frau, hier als Knotenlöserin, ist von der Sonne umkleidet, wie in der Offenbarung des Johannes beschrieben.
Unter der Mondsichel ist ein deutlich kleinerer Engel mit einem menschlichen Begleiter und seinem Hund dargestellt. Gedeutet wird diese Szene als Tobias aus dem Buch Tobit, der mit seinem Hund (Tob 5,17 , Tob 11,4 ) und dem Erzengel Raphael als Reisebegleiter und Heiratsvermittler angerufen wird und (Tob 6,10-13 ) von Ninive nach Ekbatana zu Sara reist, um sie zur Frau zu nehmen.
Eine andere Sinngebung der beiden Kleinfiguren verweist auf die Legende, wie es zur Stiftung des Altars mit dem Marienbild gekommen sei. Demnach soll die Stiftung mit einem familiären Ereignis zusammenhängen. Sein Großvater Wolfgang Langenmantel (1586–1637) stand kurz vor der Trennung von seiner Frau Sophia Rentz (1590–1649) und besuchte deshalb den Jesuiten P. Jakob Rem SJ in Ingolstadt. Auf dem Bild führt der Engel den Reisenden und zeigt mit seiner rechten Hand auf einen entfernten Ort mit einer Kirche. Pater Rem betete vor einem Bildnis Mariens und sprach: „In diesem religiösen Akt erhebe ich das Band der Ehe, löse alle Knoten und glätte es.“ Danach sei wieder Friede zwischen den Eheleuten eingekehrt, die Trennung habe nicht stattgefunden, und Langenmantels Enkel habe später zur Erinnerung das Bild der Knotenlöserin in Auftrag gegeben. – Möglicherweise ist die Darstellung doppeldeutig und weist in barocker Manier auf beide Aspekte hin.
Unabhängig von der Interpretation der beiden Reisenden zeigt die Mariendarstellung die Muttergottes als Helferin bei der „Entknotung“ von Problemen. Sie wird in dem Sinne gedeutet, dass Maria dabei helfen soll, einen Lebenspartner zu finden und Probleme in der Partnerschaft zu bewältigen. Auch an Brustkrebs erkrankte Frauen soll die „Knotenlöserin“ unterstützen. Anders als Alexander der Große, der den Gordischen Knoten mittels Durchschlagen mit seinem Schwert öffnet, löst Maria den Knoten bzw. das Problem nicht mit Gewalt, sondern durch Intuition und zugewandte Sorgfalt.

## Verbreitung

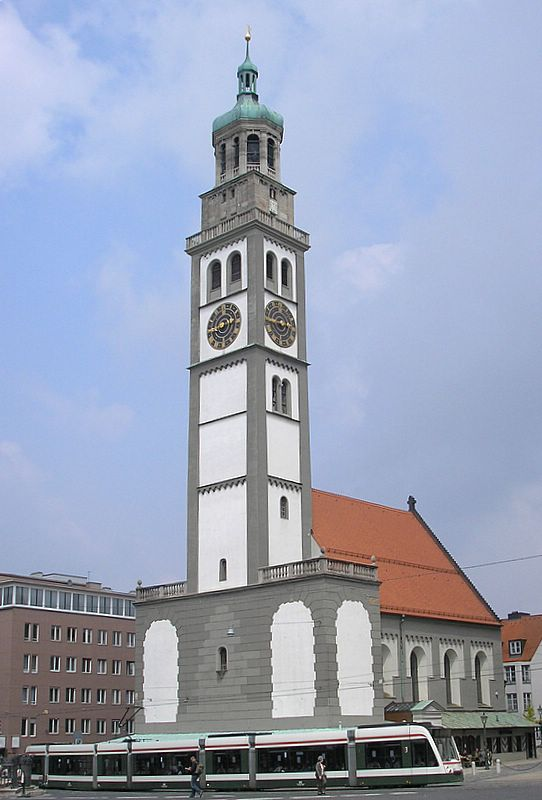
Die „Augsburger Knotenlöserin“ befindet sich im Südchor der Perlachkirche

Das Marienbild als Knotenlöserin fand seinen Weg inzwischen in viele Länder der Welt. Häufig gehört es zur Ausstattung von Kirchen und Kapellen, es findet sich aber auch in anderer Verwendung. So ist die Knotenlöserin im aktuellen Gotteslob für das Bistum Augsburg abgebildet. Auf den Augsburger Friedenshäusern ist die Knotenmadonna abgebildet. Auch im Gästehaus des Vatikans (Casa Santa Marta) hängt ein Bild der Knotenlöserin. 2017 erschien eine 50-Euro-Goldmünze der Vatikanstadt mit einer Darstellung der Knotenlöserin. Von dem Bild der Knotenlöserin inspiriert, erschien 2018 ein Kinderbuch unter dem gleichen Titel.

### Südamerika
In Südamerika ist die Marienverehrung inzwischen häufig mit dem Bild der Knotenlöserin verknüpft. Initiator war der Erzbischof von Buenos Aires, Jorge Mario Bergoglio, der spätere Papst Franziskus. Eine deutsche Ordensschwester schickte ihm eine Postkarte mit dem Gnadenbild, was sein Interesse weckte. Bergoglio schickte seine Priesteramtsstudenten mit den Bildchen in die Slums von Buenos Aires und beauftragte eine Eichstätter Austauschstudentin, das Augsburger Original mit allen Details zu dokumentieren, um eine Kopie anfertigen zu können. Entgegen anders lautenden Berichten war er selbst jedoch nie in Augsburg.
In Buenos Aires ließ man daraufhin eine Kopie durch die Malerin Ana Betta de Berti (Marta Beti) anfertigen, die sich seit dem 8. Dezember 1996 in der Kirche San José del Talar zu Buenos Aires befindet und zu der besonders an jedem 8. im Monat tausende Menschen pilgern. Auch im „Tierra Santa“, einem religiösen Themenpark in Buenos Aires, ist heute ein Reliefbild der Knotenlöserin zu finden.
In Brasilien wurde Maria Knotenlöserin u. a. durch das Ehepaar Denis und Suzel Bourgerie bekanntgemacht. Auch Schwestern des Augsburger Klosters Maria Stern brachten ein Bild der Knotenlöserin nach Brasilien.

### Kirchen und Kapellen
Weltweit gibt es mehrere sakrale Bauten, in denen Maria als Knotenlöserin dargestellt oder verehrt wird:
- Argentinien
  - Buenos Aires: Kirche San José del Talar
  - Buenos Aires: Fatimakapelle
  - Buenos Aires: Kapelle St. Ignatius von Loyola
  - Comodoro Rivadavia: Eine Filialkirche der Pfarrei Santa Lucía ist „Nuestra Señora de Knotenlöserin“ geweiht?
  - Formosa: Kapelle Maria Nuestra Señora Desatadora de Nudos
  - San Miguel de Tucumán: Kirche Maria Immaculata
  - Temperley – Provinz Buenos Aires: Kapelle Asunción de María Santísima
  - Valentín Alsina – Provinz Buenos Aires: San Juan Bautista[30]

- Brasilien
  - Armação dos Búzios: Capela de Nossa Senhora Desatadora de Nós[31]
  - Campinas (zwei Kirchen in einer Straße): „Santuario Nossa Senhora Desatadora Dos Nos“ und „Capela Maria Porta do Céu“ (Nossa Senhora Desatadora dos Nós)[32]

- Deutschland
  - Abensberg: Hauskapelle des Berufsbildungswerkes St. Franziskus mit Bronzestatue „Maria Knotenlöserin“[33]
  - Oberelsbach: Nothelferkapelle mit Statue der Knotenlöserin[34]
  - Pirk: Kapelle „Maria, die Knotenlöserin“[35]

- Irland
  - Moyross-Limerick: Gemälde auf Kastanienholz und Skulptur aus Eisen in der „Corpus Christi Church“[36]

- Malawi
  - Lilongwe: Kirche „Our Lady Undoer of Knots“, 2023 geweiht[37]

- Österreich
  - Landskron: Kirche Maria Landskron, Kirchenfenster von Daniel Moser[38]
  - Hochtregist-Bärnbach: Dorfkapelle Tregist, mit schwarzem Band mit der Aufschrift „Tschernobyl“, gestaltet von Franz Weiss[39]

- Peru
  - Lima: Kapelle der Señora del Buen Consejo Parque

- Polen
  - Kąty Rybackie: Kirche St. Markus (Evangelist)[40]

- Schweiz
  - Oberriet: Rietkapelle[41]

- USA
  - Del Rio (Texas): Kapelle Saint Joseph

## Formen der Verehrung
Die Knotenlöserin wurde zum Motiv für Novenen, Andachten und Wortgottesdienste.
Auf dem 99. Katholikentag 2014 in Regensburg hatten Besucher des Augsburger Bistumsstands die Möglichkeit, Gebetsanliegen aufzuschreiben und den „Knoten ihres Lebens“ in ein gelbes Band hinein zu flechten. Das 36 Meter lange Band mit seinen 400 Knoten wurde nach dem Katholikentag zum Bild der Knotenlöserin nach Augsburg gebracht, um damit symbolhaft die unausgesprochenen Anliegen zahlreicher Menschen vor die Gottesmutter zu tragen.
Am 9. Mai 2015 führte eine gemeinsame Wallfahrt aller bayerischen Bistümer etwa 4000 Pilger nach Augsburg zum Wallfahrtsbild „Maria Knotenlöserin“. Die Wallfahrt gehörte zu einer Reihe von sieben Wallfahrten mit verschiedenen Zielen zur Vorbereitung auf das hundertjährige Jubiläum der Erhebung von Maria zur Schutzfrau Bayerns (Patrona Bavariae) im Jahr 2017.
Im Zusammenhang mit dem Weltfamilientreffen in Philadelphia im September 2015 gestaltete die Künstlerin Meg Saligman auf dem Vorplatz der Cathedral Basilica of Saints Peter and Paul (Philadelphia) ein Knot Grotto als Installation, bei dem Menschen Anliegen auf Stoffstreifen schreiben und anbinden konnten. Die Installation wurde von zehntausenden Menschen besucht und von Papst Franziskus gesegnet.

## Vergleichbare Darstellungen
- Maria mit dem heiligen Gürtel: Diese äußerlich vergleichbare Bilddarstellung hat einen völlig anderen Hintergrund und Sinn.
- Die Ikone Maria Knotenlöserin in der Online-Kapelle der Heilig Blut Gemeinschaft von Weitnau zeigt, wie das Jesuskind auf Marias Schoß sitzend die Knoten (unlösbare Probleme der Menschen) löst.[47]
- Die Ikone in der Hauskapelle der Casa di Accoglienza Santa Maria degli Angeli in Rom zeigt die Knotenlöserin, wie sie vom Jesuskind beim Entflechten der Knoten unterstützt wird – (Ikonen-Beschriftung: „Santa Maria Madre di dio che sciogli i nodi, prega per noi“ – Heilige Maria, Mutter Gottes, die du die Knoten löst, bitte für uns).[48]

## Filme
- Die Knotenlöserin: Ein heimlicher Weltstar aus Augsburg – (BR auf YouTube vom 23. April 2016, ca. 11 Min.); Anmerkung: Papst Franziskus war nie in Augsburg (siehe oben).
- Maria Knotenlöserin – Wallfahrt nach Augsburg 2015 – Patrona Bavariae – (mk-online.de auf YouTube vom 9. Juni 2015, ca. 7 Min.)
- 400 Knoten für die Knotenlöserin von St. Peter am Perlach – (katholisch1.tv auf YouTube vom  2. Juli 2014, ca. 3 Min.)